# Víkingur Reykjavík
El Knattspyrnufélagið Víkingur és un club de futbol islandès de la ciutat de Reykjavík.
El club va ser fundat el 21 d'abril de 1908. A més de futbol l'equip té seccions importants com la d'handbol, tennis, tennis taula, karate o esquí, totes tant en categoria masculina com en femenina.

## Palmarès
- Lliga islandesa de futbol 7: 1920, 1924, 1981, 1982, 1991, 2021, 2023
- Copa islandesa de futbol 5: 1971, 2019, 2021, 2022, 2023

## Jugadors destacats
- Arnór Guðjohnsen
- Carl Dickinson
- Helgi Sigurðsson
- Kári Árnason
- Richard Keogh
- Sölvi Ottesen